# کوه بت خان
کوه بت خان (به لاتین: Bat Khan Mountain) یک کوه در مغولستان است که در مغولستان واقع شده‌است. کوه بت خان ۲٬۱۷۸ متر بالاتر از سطح دریا واقع شده‌است.